# Fraccionamiento los Olivos
Fraccionamiento los Olivos är en ort i Mexiko.   Den ligger i kommunen Matamoros och delstaten Coahuila, i den centrala delen av landet, 800 km nordväst om huvudstaden Mexico City. Fraccionamiento los Olivos ligger 1 117 meter över havet och antalet invånare är 276.
Terrängen runt Fraccionamiento los Olivos är mycket platt. Runt Fraccionamiento los Olivos är det mycket glesbefolkat, med 3 invånare per kvadratkilometer. Närmaste större samhälle är Torreón, 14,9 km väster om Fraccionamiento los Olivos. Omgivningarna runt Fraccionamiento los Olivos är i huvudsak ett öppet busklandskap.